# قایندی
قایینگدی (به قرقیزی: Кайыңды) شهری در استان چوی کشور قرقیزستان است که در سرشماری سال ۲۰۰۵ میلادی، ۷٬۷۷۰ نفر جمعیت داشته‌است.